# Głos Ewangeliczny
Głos Ewangeliczny – miesięcznik chrześcijański, organ prasowy Kościoła Ewangelicznych Chrześcijan w RP. W 2014 roku czasopismo miało nakład 600 egzemplarzy.
Artykuły publikowane w „Głosie Ewangelicznym” dotyczą biblijnych doktryn oraz ich praktycznego zastosowania w życiu. Czasopismo zawiera również aktualności z życia Kościoła oraz informacje o działalności innych ewangelicznych kościołów w kraju i na świecie. Redaktorem naczelnym czasopisma jest Tadeusz Tołwiński.

## Inne czasopisma o tym tytule
Na Ukrainie pod tym samym tytułem publikowany jest magazyn chrześcijański wydawany przez Wszechukraiński Związek Chrześcijan Wiary Ewangelicznej – Zielonoświątkowców.